# Princesse Fiona
Pour les articles homonymes, voir Fiona.
 (novembre 2019).
Si vous disposez d'ouvrages ou d'articles de référence ou si vous connaissez des sites web de qualité traitant du thème abordé ici, merci de compléter l'article en donnant les références utiles à sa vérifiabilité et en les liant à la section « Notes et références ».
La princesse Fiona est une héroine et personnage fictif de la série Shrek qui contient quatre longs métrages : Shrek, Shrek 2, Shrek le troisième et Shrek 4 et six courts métrages : Shrek 3D, Joyeux Noël Shrek !, Shrek, fais-moi peur !, La star de Fort Fort Lointain, Le Noël Shrektaculaire de l'Âne et Le cochon qui criait au loup-garou. C'est une princesse ensorcelée devenant la nuit une ogresse verte. Elle est, depuis le premier film, accompagnée de Shrek (qu'elle épouse par la suite), l'Âne et du Chat potté, depuis le deuxième volet.

## Création
Créée par les scénaristes Ted Elliott et Terry Rossio, Fiona est inspirée de la princesse disgracieuse du livre pour enfants de William Steig, à partir de laquelle son rôle et son apparence ont été considérablement modifiés. Les scénaristes ont adapté le personnage en princesse sous un enchantement radical, une idée qui avait été très contestée au départ par d’autres cinéastes. Fiona est doublée par l'actrice Cameron Diaz. Fiona a été l'un des premiers personnages humains à jouer un rôle principal dans un film d' animation par ordinateur. Les animateurs aspiraient donc à la rendre belle et réaliste. Cependant, lors de projections-tests les enfants ont réagi négativement au réalisme dérangeant du personnage, ce qui a incité les animateurs à reconfigurer Fiona pour en faire une héroïne plus stylisée.

## Biographie du personnage

### Contexte
Fiona est née le 05 avril 2001 dans le royaume de Fort Fort Lointain (Far Far Away) en tant qu’enfant unique du roi Harold et de la reine Lillian. Elle est secrètement promise au prince Charmant par son père en guise de remboursement à Marraine la bonne fée, la mère de Charmant, pour l'avoir rendu humain afin de lui permettre d'épouser Lilian dont il est tombé amoureux alors qu'il est à l'origine une grenouille.
Suivant les stéréotypes des contes de fées, Fiona est enfermée dans la plus haute tour d'un château protégé par un dragon. Elle grandit nourrie par l'espérance d'un prince qui viendra la sauver : ce prince est donc censé être Charmant, avant que les évènements de Shrek  ne bouleversent ce plan.
Mais Fiona est également sous le coup d'une malédiction qui la métamorphose entre le lever et le coucher du soleil : humaine le jour, elle devient une ogresse au crépuscule. Cette malédiction doit être rompue par le baiser de son véritable amour : elle deviendra alors "Belle, aux yeux de [son] amant".
Selon Shrek the Musical, Fiona aurait été emprisonnée dans une tour la veille de Noël à l'âge de 7 ans. Elle aurait passé au minimum 20 ans dans cette tour jusqu'à ce que Shrek la sauve

### Shrek
Dans le film Shrek, Lord Farquaad bannit tous les personnages de contes de fées du royaume qui les oblige à se rendre dans le marais de l'ogre Shrek, énervé à ce sujet, il va voir Farquaad pour récupérer son marais. Farquaad donne son accord pour libérer le marais de l'ogre en échange d'une mission à Shrek pour récupérer Fiona, afin qu'elle puisse être la fiancée de Farquaad.
Fiona est en colère d'apprendre que son sauveteur n'est pas son prince charmant, mais un ogre, et que l'homme qui veut l'épouser ne viendra pas lui-même. Au début, elle refuse de se rendre chez Lord Farquaad, mais au cours du voyage elle se lie d'amitié avec l'Âne et développe un lien avec Shrek, puisqu'ils se rendent compte qu'ils sont plus similaires qu'ils ne le pensaient, et Fiona commence à douter que Farquaad soit son véritable amour.
Sa gardienne, une Dragonne, tombera plus tard amoureuse de l'Âne. Au cours du film, le public découvre que Fiona est maudite : alors qu'elle est humaine le jour, elle devient une ogresse au coucher du soleil et redevient humaine à son lever. Le charme a été placé sur elle quand elle était une enfant par une sorcière (on ne sait pas si c'est sa marraine la bonne fée qui a placé cette malédiction dans le cadre de son plan).
L'Âne le découvre en voyant la princesse la nuit, et Fiona explique la malédiction. Shrek surprend une partie de celle-ci - avec Fiona demandant "qui pourrait jamais aimer une bête si hideuse et laide?" -, et croit que Fiona se réfère à lui. En colère et contrarié, Shrek amène Fiona à Farquaad, et Fiona l'accompagne volontiers car elle est bouleversée par le comportement froid de Shrek, bien qu'elle ne semble pas aimer Farquaad à première vue. Lorsque l'Âne révèle plus tard à Shrek que Fiona parlait de 'quelqu'un d'autre', Shrek se précipite pour perturber le mariage. Mais la malédiction transforme Fiona en ogresse à la tombée de la nuit. Lord Farquaad, qui trouve ça "dégoûtant", appelle ses gardes qui capturent Fiona et Shrek, saisissant leurs bras malgré les "Lâchez-moi !" de Fiona et le fait qu'elle se débatte. Elle est sauvée par l'Âne et sa dragonne, qui avale Farquaad. La malédiction est levée à la fin, quand Fiona est embrassée par Shrek et devient une ogresse en permanence; alors qu'elle s'attendait à devenir humaine, Shrek lui assure qu'elle est toujours belle (car il fallait qu'elle soit "belle aux yeux de son amant") et les deux se marient.

### Shrek 2
Fiona tente de convaincre Shrek de rencontrer ses parents dans le royaume de Fort Fort Lointain. Ils s'en vont, et sa fée marraine, qui l'avait d'abord enfermée dans la tour, croit toujours qu'elle est sous la malédiction d'origine. Lorsque la fée marraine découvre qu'elle est en fait mariée à un ogre, la fée marraine complote en vue de tuer le mari de Fiona afin que son fils, le prince charmant, puisse l'épouser. Il s’avère qu’il existait un plan semi-complexe dans lequel le prince charmant, et non Shrek, était censé sauver Fiona et l’épouser. Fiona est brièvement revenue à la forme humaine après que Shrek ait bu une potion, qui change à la fois le buveur et leur véritable amour en des formes plus belles. Pour que le changement soit permanent, elle doit embrasser son véritable amour avant minuit. La fée marraine essaie de convaincre le roi Harold de donner un philtre d'amour à sa fille afin qu'elle tombe amoureuse du prince Charmant (lequel a entre-temps usurpé l'identité de Shrek) et l'embrasse pour rendre l'effet de la potion permanent. Les deux plans échouent finalement : Harold, après avoir constaté à quel point Fiona n'aime pas le prince charmant, ne lui donne pas le philtre d'amour. Ainsi, lors d'une grande fête nocturne organisée en l'honneur de Fiona qui sera interrompue par Shrek et Âne (devenu étalon blanc) libérés de prison par leurs amis des contes de fées (Pinocchio, Tibiscuit, les trois petits cochons, le grand méchant loup et les trois souris aveugles), le prince charmant parvient à embrasser Fiona mais rien ne se passe. Quand Shrek essaie d'embrasser Fiona, elle lui dit qu'elle veut vivre heureuse pour toujours avec l'ogre qu'elle a épousé. Elle et Shrek se retransforment en ogres tandis que l'Âne retrouve sa véritable apparence à son grand chagrin.

### Shrek Le Troisième
Peu de temps après avoir vaincu Marraine la bonne fée et le prince charmant, Fiona et Shrek vivent toujours à Fort Fort Lointain et sont obligés d'assurer la régence avec l'Âne et le Chat Potté, car Harold est très malade. Cependant Shrek se montre incapable d'endosser le rôle de roi, et après avoir organisé de nombreux évènements (faire chevalier, mise à l'eau d'un bateau et assister à un dîner royal) qui se sont conclus en fiasco, il clame qu'il ne sera jamais le candidat idéal pour régner. Lorsque Shrek annonce à Fiona qu'il tient vraiment à quitter le trône et retourner dans leur marais, leur présence est réclamée auprès d'Harold qui est à l'agonie. Au moment de sa mort, Harold apprend à Shrek qu'il existe un autre héritier qui pourrait prétendre au trône de Fort Fort Lointain : son neveu et cousin de Fiona, Arthur Pendragon.
Shrek décide alors de partir à la recherche d'Arthur, accompagné de l'Âne et Potté. Le jour du départ, Fiona tente de le convaincre de rester et de devenir Roi mais Shrek refuse toujours et s'embarque. Néanmoins, Fiona lui crie depuis le quai qu'elle est enceinte. Cette nouvelle provoque la joie de tout leur entourage mais Shrek ne semble pas vraiment enchanté (il finit en effet par en faire un cauchemar et ne se voit vraiment pas devenir père).
Fiona et Lillian organisent une baby shower à laquelle sont également invitées d'autres princesses de contes de fées, amies de Fiona, Blanche-Neige, Cendrillon, la Belle au bois dormant, Raiponce et Doris (la deuxième demi-sœur de Cendrillon). À cette occasion, Fiona s'étonne de les voir décrire quel sera son futur quotidien en tant que mère alors qu'aucune n'a d'enfants. Soudain, Dragonne lance un grondement d'alerte : Charmant et son armée de méchants de contes de fées attaquent le royaume afin de prendre leur revanche et obtenir leur "Heureux pour Toujours". Fiona, Lilian et les princesses parviennent à s'enfuir. Après avoir erré dans les égouts, elles remontent à la surface afin de découvrir ce que manigance Charmant, mais elles sont rapidement trahies par Raiponce, amoureuse et complice de Charmant et se font emprisonner.
Plus tard, l'Âne et le Chat Potté (dont les corps ont été échangés à la suite d'un sortilège raté) sont jetés dans la même cellule que Fiona, Lilian et les princesses restantes. Ils leur apprennent que Charmant a l'intention de tuer Shrek le soir-même durant une représentation théâtrale, en mettant en scène leur combat devant tout le royaume. Fiona souhaite immédiatement agir mais Blanche-Neige déclare qu'elles n'ont aucune chance, ce qui provoque le courroux de Lilian qui brise alors les murs de la prison avec sa tête. Motivées, les princesses se rebellent et, tout en faisant appel à leurs caractéristiques et ressources, se lancent à l'assaut du château de Charmant.
Le groupe intervient lors du spectacle au moment où Charmant s'apprêtait à tuer Shrek, ce qui permet aux époux ogres d'être enfin réunis. Cependant Charmant appelle sa propre cavalerie et Fiona est ligotée. Les héros ne devront leur salut qu'à l'intervention d'Artie (Arthur) qui parvient à convaincre les méchants d'exister sans être méchants. Peu après, Charmant est neutralisé et Artie couronné. Fiona regrette la décision de Shrek d'avoir refusé le trône mais ce dernier répond qu'il préfère ce concentrer sur leur future progéniture.
Fiona et Shrek rentrent alors leur marais et deviennent les parents de triplés ogres, et les élèvent avec l'aide de l'Âne, Dragonne, Potté et Lillian. 

### Shrek 4, il était une fin
Shrek et Fiona sont devenus les heureux parents de trois triplés nommés Fergus, Furkle et Félicia, et vivent heureux dans leur marais. Mais si Fiona s'accommode à ce rythme de vie, ce n'est pas le cas de Shrek qui finit par se lasser de l'éducation de ses enfants, des envahissements de l'Âne et du Chat Potté, mais, pire encore, du voyeurisme des touristes, qui ne le craignent plus (situation qui n'est d'ailleurs pas sans évoquer celle au début du précédent opus). Lors de la fête du premier anniversaire des triplés, une accumulation de bévues des divers amis de la famille ogre a raison de la patience de Shrek qui finit par laisser éclater sa colère en poussant un hurlement d'enfer et bousillant le gâteau d'anniversaire de rechange (le précédent ayant été mangé par les trois petits cochons). Il sort alors de la fête et, enragé, il annonce à Fiona qu'il souhaite redevenir un ogre effrayant comme au bon vieux temps, c'est-à-dire à l'époque où il ne l'avait pas encore sauvée. Déçue et blessée par l'égoïsme de son mari, Fiona se contente de se retirer en lui disant qu'il est la seule personne à ne pas se rendre compte de la chance qu'il a d'avoir une famille adorable et de bons amis.
Plus tard, Shrek signe un contrat avec le nain Tracassin : en échange d'un jour de sa vie dont il ne se souvient pas, il pourra redevenir pour un jour un ogre normal, seul et craint de la population. Convaincu, l'ogre signe et voit son rêve se réaliser mais découvre rapidement qu'il a effacé toute son existence accidentellement : Tracassin lui ayant pris, sans que Shrek ne le sache, le jour de sa naissance, Shrek a alors atterri dans un univers où il n'a jamais existé et n'a donc pas libéré Fiona de sa tour. Dans cette réalité, Fiona a fini par ne plus croire à pas en l'existence d'un véritable amour et s'est enfuie de sa tour par ses propres moyens. Depuis, elle a pris la tête d'une armée d'ogres qui lutte contre Tracassin et ses sorcières pour leur liberté et prépare pour le soir-même un plan d'attaque au terme duquel Tracassin devrait être enfin vaincu. Shrek, sachant que pour restaurer son existence, il doit retrouver l'amour de Fiona et l'embrasser avant que le soleil se lève, faute de quoi il disparaîtra à jamais, tente alors de la séduire mais cette dernière refuse ses avances. Bien que s'étant rapprochés en s'entraînant au combat ensemble, une embuscade tendue par le Joueur de flûte de Hamelin (engagé par Tracassin) dont ils parviennent à s'échapper grâce à l'intervention de l'Âne et du Chat Potté (devenu obèse) fait réaliser à Shrek que Fiona ne l'aime après qu'il lui ait demandé de l'embrasser pour sauver tous les ogres capturés et qu'il ne se soit rien passé. Furieuse que Shrek ait fait échoué son plan d'attaque, Fiona le laisse en plan et part sauver ses ogres, se retrouvant finalement capturée par les sorcières.
Apprenant que Tracassin a mis sa tête à prix en échange d'un contrat permettant de réaliser ses souhaits les plus fous, Shrek finit par se constituer prisonnier en échange de la libération des autres ogres, ce à quoi Tracassin concède mais Fiona n'en fait pas partie à cause de sa malédiction qui fait qu'elle n'est pas complètement ogresse. Enchaînée aux côtés de Shrek, Fiona est touchée par cet acte qui lui a enfin permis de voir à quel point Shrek l'aimait sincèrement. Mais Tracassin lâche la dragonne sur eux. L'Âne et le Chat Potté viennent les secourir en compagnie des autres ogres. Ils finissent par attraper avec difficulté Tracassin. Mais le matin est là et le soleil commence à se lever. Le contrat touchant à son terme, Shrek commence à s'effacer et profite de ses derniers instants pour remercier Fiona pour cette journée et pour avoir pu « tomber amoureux d'elle une nouvelle fois », et celle ci l'embrasse, les larmes aux yeux. Shrek disparait, mais alors que le soleil est levé, Potté fait remarquer à Fiona qu'elle est toujours une ogresse. Elle réalise alors que le baiser qu'elle a échangé avec Shrek était un baiser d'amour véritable, ce qui a pour conséquence d'annuler le contrat passé entre Tracassin et Shrek : tout disparaît autour de Tracassin tandis que Shrek retrouve sa vie normale. Étant revenu au moment où il finissait de pousser son hurlement, il prend Fiona (redevenue normale), puis ses enfants dans ses bras. Avant d'échanger un dernier baiser, Shrek confie à Fiona que le jour où il l'a sauvée de sa tour, c'est en réalité l'inverse qui a eu lieu.

## Personnalité
Fiona est initialement décrite comme la princesse archétype des contes de fées, élevée en tant que telle, elle s'exprime de manière formelle. Autant dire qu'elle est énormément déçue de constater qu'elle a été sauvée par un ogre et non par un prince charmant, comme c'est raconté dans les contes de fée. Elle s'accroche pendant un certain temps à son éducation avant de lâcher prise. Il s'avère qu'à la suite d'un mauvais sort, elle est condamnée à se transformer elle-même en ogresse à la tombée de la nuit. Elle souhaite donc se faire débarrasser au plus vite de ce sort, et à ses yeux, c'est un prince qui doit la sauver avec un baiser.
Cependant, si les débuts avec Shrek sont très compliqués, elle finit par mettre de l'eau dans son vin et se montre diplomate et courtoise, agissant selon son éducation. À côté, cela ne l'empêche pas d'exprimer un côté plus terre-à-terre, voire farceur en pétant et rotant. Elle suit le même chemin que beaucoup de ses consœurs princesses, en étant une femme indépendante et qui connaît les méthodes pour se battre. Elle a une très bonne connaissance des arts martiaux, qui lui permet de défendre ses compagnons de voyage totalement désorientés face à une princesse qui sait se battre.
Fiona a aussi des talents spéciaux. Elle aime chanter pendant les trajets. De plus, Fiona est beaucoup plus patiente et aimable envers l'Âne que Shrek ne l'est parfois.